# برونسبوتل
برونزبوتل (بالألمانية: Brunsbüttel) هي بلدة ألمانية تقع في ألمانيا في Kreis Dithmarschen.[بحاجة لمصدر] يقدر عدد سكانها بـ 13,789 نسمة .

## أعلام
- بيتر كارستنز
- ديرك بوش
- هانس ليمان
- بيورن ناغل